# Calabozoa pellucida
Calabozoa pellucida is een pissebed uit de familie Calabozoidae. De wetenschappelijke naam van de soort is voor het eerst geldig gepubliceerd in 1983 door Van Lieshout.